# 移民
移民指人口在空間上流動的現象，或從甲地遷移到較遠的乙地定居的人。
在現代以民族國家為主體的國際體系下，移民現象可分為國境内的移民，以及跨國境的移民；跨國境的移民又分为移民出境与外来移民两种。
指涉人的移民，在不同的场合和环境下有不同的称谓，如“出境移民”、“外来移民”、“开拓者”等。自地理大發現時代以來，移民勞工即成為跨國界人口移動的大宗。
隨著經濟全球化，國際移民勞工（簡稱「移工」）的規範、權益保障及相關執法，更在許多輸出或引進大量移工的地區（例如美國），再加上移民帶來的文化差異，与当地的社會价值观產生衝突，移民议题成為受到高度關注的政治、社會議題。

## 历史
历史上，由于匈人的入侵导致欧洲的民族大迁徙，最终造成了连锁的移民事件，大量民族流离失所，最终导致了罗马帝国的衰亡。
地理大发现之后，白人大量移民到美洲、大洋洲等地，对当地的传统文明造成了毁灭性打击。
美国建国之后，不断向西移民扩张，当地原住民族遭到沉重打击。俄罗斯从16世纪起，不断向东移民扩张，吞并西伯利亚，当地民族同样遭到沉重打击。

## 分类
可以根据不同的标准将移民分类。在当今社会，根据移民流的地理界限，移民可以分为国际移民（international migration）和国内移民（domestic migration）。根据相对于观察者的人口流动的方向，可分为向外移民（emigration)、外来移民（immigration）和返乡移民（returned migration）。根据移民人口是否有计划返回来源地，可以分为定居移民（permanent migration）、旅居移民(sojourning)和季节性移民（seasonal migration）。根据移民行为是否符合国家的法律规定，可分为合法移民与非法移民（illegal migration，又称未登记移民undocumented migration）。另外，根据移民是否为自愿的，可以分为自愿移民和强迫移民（forced migration），后者包括难民（refugee）。
到現代資訊科技與交通方式的革新，還增加了臨時移民（temporary migration）、往返&巡迴移民（repeated and circulatory migration）等幾種新類型，這些移民當中是以勞務移民（labour migration）為主。

## 规模
联合国称跨国移民（国际移民）的规模于2017年已经达到2亿5800万。这个移民数字仅仅是第一代移民，也就是说不包括那些出生在移民接收国但父母其中一方是移民的第二代移民。接受移民最多的国家是美国（3480万），其次是沙特、德国、俄罗斯、英国、阿联酋等。输出移民最多的国家是印度（1660万）、墨西哥、俄罗斯、中国等。

## 原因
比较早期的关于移民原因的分析常常使用推拉模型（push and pull model）。这一模型会分析哪些因素是促使人们离开其原先的居住地，哪些因素会鼓励人们前往移民接收地。经济、环境、战争、治安、政治等問題，都是可能的影响因素。美国社会学家道格拉斯·梅西对移民的原因做了总结，并得到了广泛的认可。他认为，从微观的角度看，个人迁居到收入较高的国家或地区可以提高其经济收入。同样从微观视角出发，如果把家庭看作是移民决策的主体，可以认为某些移民并不是为了收入最大化，而是为了分散整个家庭面临的风险。从宏观的角度看，国家或地区之间的收入差异导致了人口流动，这跟世界体系理论相关。

## 性别与移民
学术界提到性别与移民时，常常指的是与女性相关的移民问题。在二十世纪七十年代以前，女性移民很少被当作是移民的主体，虽然女性移民也占据了移民人群中相当的比重。女性的移民被当作是附属于男性移民的、作为妻子及家属的移民。随着全球化的进展，发达国家的服务业吸引了更多的外国女工，如清洁工、护士、家务工作者、性工作者等。为了应对发达国家消费者的需求，在低收入和新兴国家开设了更多的工厂，而女工的数量相比于之前有大幅攀升。服务业和制造业雇佣女性工人的大幅扩张导致了女性跨国移民和国内移民的增长。研究者注意到，很多女性从家庭中走出来，获得了有收入的工作以后，往往能够提升独立性以及在家庭权力结构中的地位。当然这一跟移民过程相关的“妇女解放”也并非是绝对的。相应地，很多研究者注意到，由于教育等人力资本不被移民接收国所承认，以及原先的社会网络被打破，一些男性移民失去了在其移民输出地原有的社会地位。

## 影响分析

### 正面
合法的国际移民流动有助于人才、技术和资金更为自由地进行配置，帮助推动经济发展和文化交流。
合法移民可增加移民原国籍的外汇收入，同时学习和引进发达国家的科学技术，也能部分缓解本国劳动力市场的就业压力。部分移民会利用所获资金及技术返回原国籍进行投资，帮助其经济发展和技术创新。
绝大部分的合法移民进入目的国从事的是所在国居民不愿从事的工作，如不受社会尊重、工作条件恶劣或是报酬低的工作。也有很多高级技术人才，由于当地居民缺乏胜任者而作为专业人才引入。移民也在维持城市人口及调整住房市场发挥作用。

### 负面
国际大规模移民会削弱主权国家对人口控制的能力，资源争夺、种族及宗教冲突不可轻视。特别是和非法移民并存的是走私和买卖人口问题。在中国境内，乡村劳动力也不断流入城市，伴随的是乡村人口老龄化和留守儿童问题。而諸如具有多重身份的勞務移民，可能由於其自身的身份特質，令到移民的在地活動可關聯到國際商貿活動摩擦、跨國犯罪與社會衝突等多方面的問題，這些不單止關係到相關司法管轄區內部影響，還可影響移民輸出與輸入地的司法轄區間的外交關係。

## 面對的問題
- 排外偏見與歧視
- 本土主義
- 语言不通
- 工作问题
- 人脉问题